# Vladislav Bogićević
Vladislav Bogićević (în sârbă Владислав Богићевић; n. 7 noiembrie 1950, Belgrad, RFP Iugoslavia⁠(d)) este un fotbalist sârb.